# Kikai jezik
Kikai jezik (ISO 639-3: kzg), jezik sjeverne amami-okinawa podskupine, šire rjukjuanske skupine, japanska porodica, kojim govori nepoznat broj ljudi, uglavnom starije dobi (ukupno etničkih 13 066; 2000) stanovnika otoka Kikai u Japanu.
Osobe mlađe od 20 godina monolingualne su na japanskom (1989 T. Fukuda). Dijalekt: onotsu.

## Vanjske poveznice
- Ethnologue (14th)
- Ethnologue (15th)